# 皆川麻由美
皆川 麻由美（みながわ まゆみ、1982年10月13日 - ）は地方競馬の岩手県競馬組合・水沢競馬場菅原右吉厩舎所属の元騎手である。

## 来歴
岩手県立水沢農業高等学校（馬術部）卒業。地方競馬教養センター騎手課程第80期生を経て、2004年9月29日付けで地方競馬騎手免許を取得。
2004年10月16日に千田知幸厩舎からデビュー、2年目の2005年6月11日コアレスダイナで初勝利。3年目となる2006年は青藍賞でマイネルダンドークに騎乗、これが重賞初騎乗となった。11月15日全日本レディース招待で招かれた荒尾競馬場で第2レースに騎乗して他地区初勝利を収める。12月4日シルバーステッキ賞でケイアイオラクルに騎乗して特別戦初勝利。
2011年8月2日付けで千田知幸厩舎から櫻田浩樹厩舎へと所属が変更された。同年10月1日付けで櫻田浩樹厩舎から千葉幸喜厩舎へと、更に10月4日付けで千葉幸喜厩舎から菅原右吉厩舎へと所属が変更された。
2012年1月2日、1月8日の水沢競馬開催を以て現役を引退することを発表した。引退後は、実家のある埼玉県へ戻り、家業を継ぐと共に、結婚すると発表した。

## 人物・エピソード
- 非常に明るい性格で、初勝利やイベントでのインタビュー、テレビ出演時にはその明るさを遺憾なく発揮してきた。他地区の女性騎手のブログでもその明るさぶりが伝えられている。
- 2006年2007年2008年とレディースジョッキーズシリーズにおいて3年連続で総合3位となった。2007年11月に行われた地元水沢での報告会では、記念品のトレーディングカードを観客に手渡しで配っていた際、身を乗り出し過ぎてバランスを崩し、積もっていた雪の中へ飛び込んでしまうハプニングも起きた。